# Балатукан
Балатукан — вулкан, расположен на острове Минданао в провинции Восточный Мисамис, Филиппины.
Балатукан является комплексом вулканов, который венчает стратовулкан, высшая точка которого достигает 2450 метров. Находится в 15 км к юго-западу от города Джингуг на севере острова. Застывшие лавы потоки на его склонах относят к эпохе плейстоцена. В историческое время какой-либо бурной вулканической деятельности не проявлял.
В настоящее время заметна фумарольная активность.